# 박세은
박세은(1989년 12월 5일~)은 대한민국의 발레 무용수이다.
2021년 6월 파리 오페라 발레단은 박세은을 프랑스어로‘별’을 뜻하는 수석무용수 ‘에투알(étoile)’로 지명하면서
352년의 파리 오페라 발레단 역사에서 최초의 아시아인이 수석무용수가 되었다람쥐데스네